# Répulsif anti-nuisible à ultrasons
Un dispositif répulsif anti-nuisible à ultrasons est un appareil émettant des ultrasons dans le but de repousser des nuisibles. Les cibles de ces appareils sont les rats, les souris, les écureuils, les moustiques, les fourmis, les araignées, les cafards, les mouches, les puces, les tiques, les criquets, les abeilles, les mites, les poissons d'argent etc.

## Description
Le marché a été estimé à environ 100 Millions de dollars par an aux États-Unis en 2001. Aux États-Unis, il a été répertorié plus de 60 fabricants et revendeurs différents en 2001.
Tous les insectes ne possèdent pas d'organes auditifs. Seuls les névroptères, les lépidoptères, les coléoptères, les  dictyoptères, les  orthoptères, les  hémiptères et les diptères ont un organe tympanal. Cependant, la capacité des insectes à entendre ne repose pas uniquement sur des organes visibles à la surface du corps.

## Efficacité
L'efficacité de ces dispositifs est souvent mise en doute. Certaines études ont montré une absence d'efficacité pour repousser les nuisibles notamment avec les tiques, les cafards et les puces. En 2001, la Federal Trade Commission des États-Unis a averti publiquement les producteurs et revendeurs de ces produits que les allégations d'efficacité concernant ces produits devaient être étayées par des preuves scientifiques.
Les recherches scientifiques sur le sujet tendent à montrer que les dispositifs ultrasoniques disponibles dans le commerce ne sont pas significativement efficaces. Pour cette raison, l'utilisation de ces appareils n'est pas conseillée pour traiter les problèmes de nuisibles. Cependant des études montrent que certaines techniques ultrasoniques sont prometteuses pour lutter contre des nuisibles spécifiques. Ces technologies n'étaient pas encore commercialisées en 2014.
Une étude menée par l'Université d'État du Kansas montre que l'efficacité des dispositifs ultrasoniques commerciaux contre les arthropodes varie. Les meilleurs résultats obtenus avec une installation de laboratoire ont été avec les mites tympaniques (par exemple Arctiinae).
Différentes études, notamment de l'Université d'État du Kansas, ont permis de faire les constatations suivantes :
- le comportement d'alimentation et de reproduction de la puce de chat est affecté par l’émission d'ultrasons ;
- les mouvements des araignées ne sont pas affectés par les ultrasons émis par l'un des dispositifs testés ;
- certains appareils ont permis de repousser les grillons avec une grande efficacité ;
- des données limitées suggèrent que les scorpions peuvent percevoir les ultrasons ;
- les ultrasons ont des effets sur la performance reproductive de la pyrale indienne de la farine ;
- les fourmis ne semblent pas affectées par les ultrasons[5] ;
- la mite du ver à cotonnier et la noctuelle verdoyante ont répondu aux impulsions sonores à des fréquences allant de 10 à 100 kilohertz (kHz), et étaient plus sensibles aux fréquences comprises entre 18  et   25 kHz[6].

Le professeur Vicenzo Cuteri de l'Université de Camerino a produit plusieurs études (non publiées dans une publication scientifique) sur l'efficacité d'appareils répulsifs anti-nuisible à ultrasons (anti tique ultrason et anti puce ultrason). Ces études concluent que ces appareils portatifs permettraient d'empêcher l'augmentation du nombre de parasites sans donner le détail du décompte pour les tiques et puces chez les chiens équipés et permettraient de faire diminuer en laboratoire le nombre d'acariens présents dans les échantillons observés.
Pour conclure, les études ont des résultats mitigés. Dans l'ensemble, certains dispositifs de lutte anti-nuisibles à ultrasons montrent certains résultats chez des organismes nuisibles spécifiques.